# تسوکیمی

تسوکیمی (به ژاپنی: 月見 Tsukimi) رسم تماشای ماه کامل است که از چین وارد ژاپن شده‌است.

## تاریخچه
در زمان قدیم در تقویم قمری چین ماه هفتم (ژوئیه) را پائیز اول، ماه هشتم (اوت) را پاییز وسط (میانی) و ماه نهم (سپتامبر) را پاییز آخر می‌نامیدند و مرسوم بود که در این سه ماه مردم قرص ماه را تماشا می‌کردند. نگاه کردن به ماه در پاییز میانی (چوشو) که حدود پانزدهم سپتامبر کنونی انجام می‌شد اهمیت بیشتری داشت چون معمولاً در این روز از سال قرص ماه خیلی کامل و واضح دیده می‌شود. در این روز برای ماه شیرینی درست می‌کردند و در جایی که قرص کامل ماه کاملاً دیده می‌شد می‌گذاشتند و شعر می‌خواندند. این رسم چینی از دوره ادو در بین افراد معمولی جامعه ژاپن نیز رواج یافت. چون در ژاپن این موقع از سال معمولاً زمان برداشت محصولات پاییزی است مردم این رسم را با خواندن دعا برای زیاد شدن محصولات درهم آمیختند. مردم آن عصر، ماه را نماد حیات جاوید، نمردن و زنده شدن مجدد می‌دانستند چون این‌طور تفسیر می‌کردند که اگر چه ماه در آسمان به اشکال مختلف در می‌آید ولی از بین نمی‌رود و بعد از تاریک شدن، مجدداً کامل (قرص کامل) می‌شود. آنها معتقد بودند که چون ماه از شکل بسیار نازک (هلال) به صورت قرص کامل (بدر) در می‌آید اگر همراه با تماشای ماه دعا بخوانند محصولات کشاورزی نیز افزایش خواهد یافت و محصول بیشتری را درو خواهند کرد.
بعضی از مردم در مکانی که قرص کامل ماه هویدا بود سیب زمینی شیرین نیز می‌گذاشتند چون در این موقع از سال محصول سیب زمینی برداشت می‌شد.

## جشن
بعضی از مردم امروزه در پانزدهم سپتامبر این مراسم را برگزار می‌کنند. قرار دادن سیب زمینی شیرین در مکانی که قرص کامل ماه هویدا است و تماشای ماه را «ایمومی گتسو» می‌گویند. البته شب سیزدهم اکتبر نیز می‌توان ماه تمام را تماشا کرد که به آن جوسان به معنی شب سیزدهم می‌گویند. بعضی معتقد هستند که اگر کسی فقط یک بار در سال ماه را تماشا کند به ماه بی‌احترامی کرده و کارش بد تلقی می‌شود پس باید دو بار ماه تمام را تماشا کرد.